# ドヴ・ハニーン

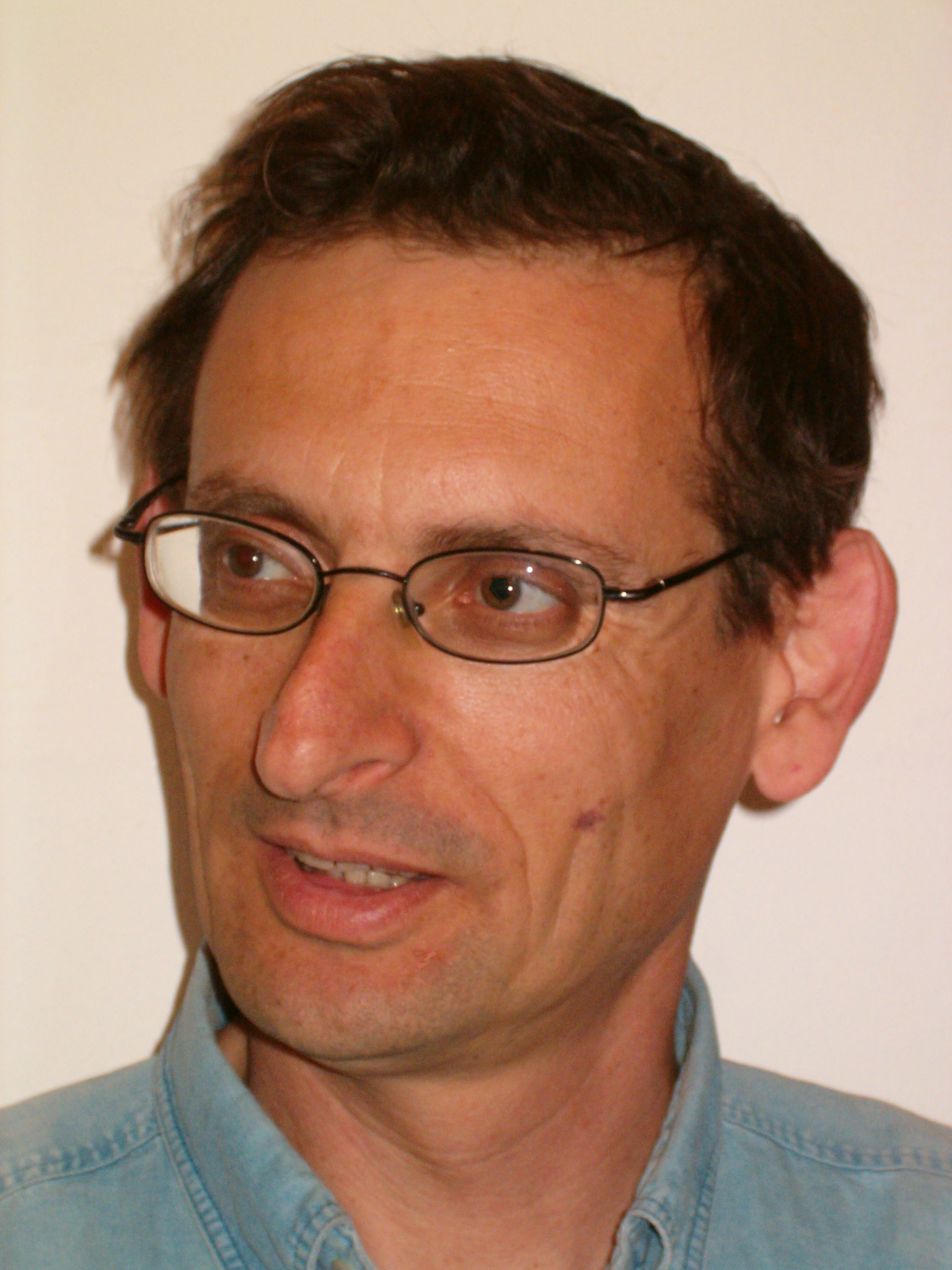
ドヴ・ハニーン

ドヴ・ハニーン（ヘブライ語:דב חנין, 1958年1月10日 - ）は、イスラエルの政治家、法律家、政治学者。ユダヤ系イスラエル人。所属政党はハダシュ。ハダシュを構成する一部門であるイスラエル共産党（マキ）中央委員会のメンバー。父ダヴィド・ハニーンはマキのリーダーであった。

## 来歴
ペタク・チクヴァにて生まれる。兵役終了後、ヘブライ大学で法学を学び、法学士の学位を得る。大学卒業後、弁護士として働く。2000年にテルアビブ大学で政治学の博士号を取得。以降オックスフォード大学でポスドクとして働いた。
2003年のクネセト選挙に立候補するも落選。2006年の総選挙で初当選を果たす。2009年の総選挙でも当選、2015年現在もクネセト議員の地位にある。

## 政治姿勢
社会経済の平等と、環境保護を実現するために積極的に活動している。

## 宗教
無神論者である。